# Torigea argentea
Torigea argentea är en fjärilsart som beskrevs av Alexander Schintlmeister 1997. Torigea argentea ingår i släktet Torigea och familjen tandspinnare. Inga underarter finns listade i Catalogue of Life.